# کامینوکونی، هوکایدو
کامینوکونی، هوکایدو (به لاتین: Kaminokuni, Hokkaido) یک منطقهٔ مسکونی در ژاپن است که در Hiyama Subprefecture واقع شده‌است. کامینوکونی  ۶٬۳۷۹ نفر جمعیت دارد.